# Sułkowo-Baraki
Sułkowo-Baraki (prononciation : [suu̯ˈkɔvɔ baˈraki]) est un village polonais de la gmina de Stupsk dans le powiat de Mława de la voïvodie de Mazovie dans le centre-est de la Pologne.

## Histoire
De 1975 à 1998, le village appartenait administrativement à la voïvodie de Ciechanów.